# Абызов, Григорий Александрович
Григо́рий Алекса́ндрович Абы́зов (14 января 1919 — 30 сентября 1999) — участник Великой Отечественной войны (старший сержант, командир орудия 321-го артиллерийского полка 91-й стрелковой дивизии 51-й армии Южного, с 20 октября 1943 года — 4-го Украинского фронта), Герой Советского Союза (1943), полковник (1979).

## Биография
Родился 14 января 1919 года в селе Елантово ныне Нижнекамского района Республики Татарстан в крестьянской семье. Русский. Член ВКП(б)/КПСС с 1943 года. Окончил 7 классов. Работал плотником в леспромхозе.
В Красную Армию призван в 1940 году Шереметьевским РВК. С 1941 года в действующей армии.
Отличился в боях по прорыву сильно укреплённой обороны противника на реке Молочная и освобождению города Мелитополь (Запорожская область, Украинская ССР).
С 12-го по 23 октября 1943 года командир орудия 321-го артиллерийского полка 91-й стрелковой дивизии (51-я армия, Южный фронт, с 20 октября 1943 года — 4-й Украинский фронт) старший сержант Григорий Абызов, находясь в боевых порядках стрелковых подразделений, из орудия прямой наводкой уничтожил большое количество огневых точек противника, пять тяжёлых и два средних танка, штурмовое орудие и большое число гитлеровцев.
Указом Президиума Верховного Совета СССР от 1 ноября 1943 года за образцовое выполнение боевых заданий командования на фронте борьбы с немецко-фашистским захватчиками и проявленные при этом мужество и героизм старшему сержанту Абызову Григорию Александровичу присвоено звание Героя Советского Союза с вручением ордена Ленина и медали «Золотая Звезда» (№ 736).
После войны продолжил службу в армии. В 1949 году он окончил Тбилисское артиллерийское училище, в 1952 году — 10 классов вечерней школы. С 1979 года полковник Абызов Г. А. — в отставке. Жил в Севастополе. До ухода на пенсию работал инженером Севастопольского горжилуправления. Умер 30 сентября 1999 года. Похоронен на Аллее Героев городского кладбища «Кальфа» в Севастополе.

Могила Абызова на кладбище «Кальфа» в Севастополе.

## Награды
- Медаль «Золотая Звезда» Героя Советского Союза (01.11.1943)[2][3]
- Орден Богдана Хмельницкого II (Украина, 5.05.1999)[4]
- Орден Ленина (01.11.1943)
- Орден Отечественной войны I степени (06.04.1985)[5]
- Два ордена Красной Звезды (17.10.1943[6]; ????)
- Две медали «За отвагу» (10.01.1943[7]; 24.01.1943[8])
- Медали

## Память
В городе Кемерово в честь Героя названа улица и на одном из домов установлена мемориальная доска.
Имя Григория Абызова в Севастополе носит специализированная школа № 35, там же заложена аллея имени героя.